# Masirana mizonokuchiensis
Masirana mizonokuchiensis är en spindelart som beskrevs av Teruo Irie och Ono 2005. Masirana mizonokuchiensis ingår i släktet Masirana och familjen Leptonetidae. Inga underarter finns listade i Catalogue of Life.